# اگر چاره دیگری بود
« اگر چاره دیگری بود» (به انگلیسی: (If There Was) Any Other Way) تک‌آهنگی از هنرمند اهل کانادا سلین دیون است که در ۲۴ مارس ۱۹۹۰ منتشر شد.